# George North (3e comte de Guilford)
George Augustus North (11 septembre 1757 - 20 avril 1802) est un homme politique britannique.

## Biographie
Il est le fils aîné du Premier ministre Frederick North, deuxième comte de Guilford (plus connu sous le nom de Lord North), et de son épouse Anne Speke. Il est élu à la Chambre des communes pour Harwich en 1778, poste qu'il occupe jusqu'en 1784, puis représente Wootton Bassett de 1784 à 1790, Petersfield en 1790 et Banbury de 1790 à 1792. La dernière année, il succède à son père et entre à la Chambre des lords. Il est partisan de la politique de son père pendant la guerre d'indépendance américaine, qui est attaquée de toutes parts. Il reçoit le poste honorifique de capitaine de Deal Castle en 1786, qu'il occupe jusqu'à sa mort. Il est élu membre de la Royal Society en 1782.
Lord Guilford épouse Maria Frances Mary, fille de George Hobart (3e comte de Buckinghamshire), en 1785. Après la mort de Maria en 1794, il se remarie en 1796 avec Susan, fille de Thomas Coutts. Alors qu'il courtise sa seconde épouse, il subit une blessure lors d'une chute de cheval et il meurt d'une maladie persistante provoquée par cette chute en avril 1802, âgé 44 ans . À sa mort, son titre junior de baron North tombe en suspens entre ses filles alors que son frère cadet, Francis North (4e comte de Guilford), lui succède comme comte. La comtesse de Guilford est décédée en 1837.